# Reconstructie (opera)

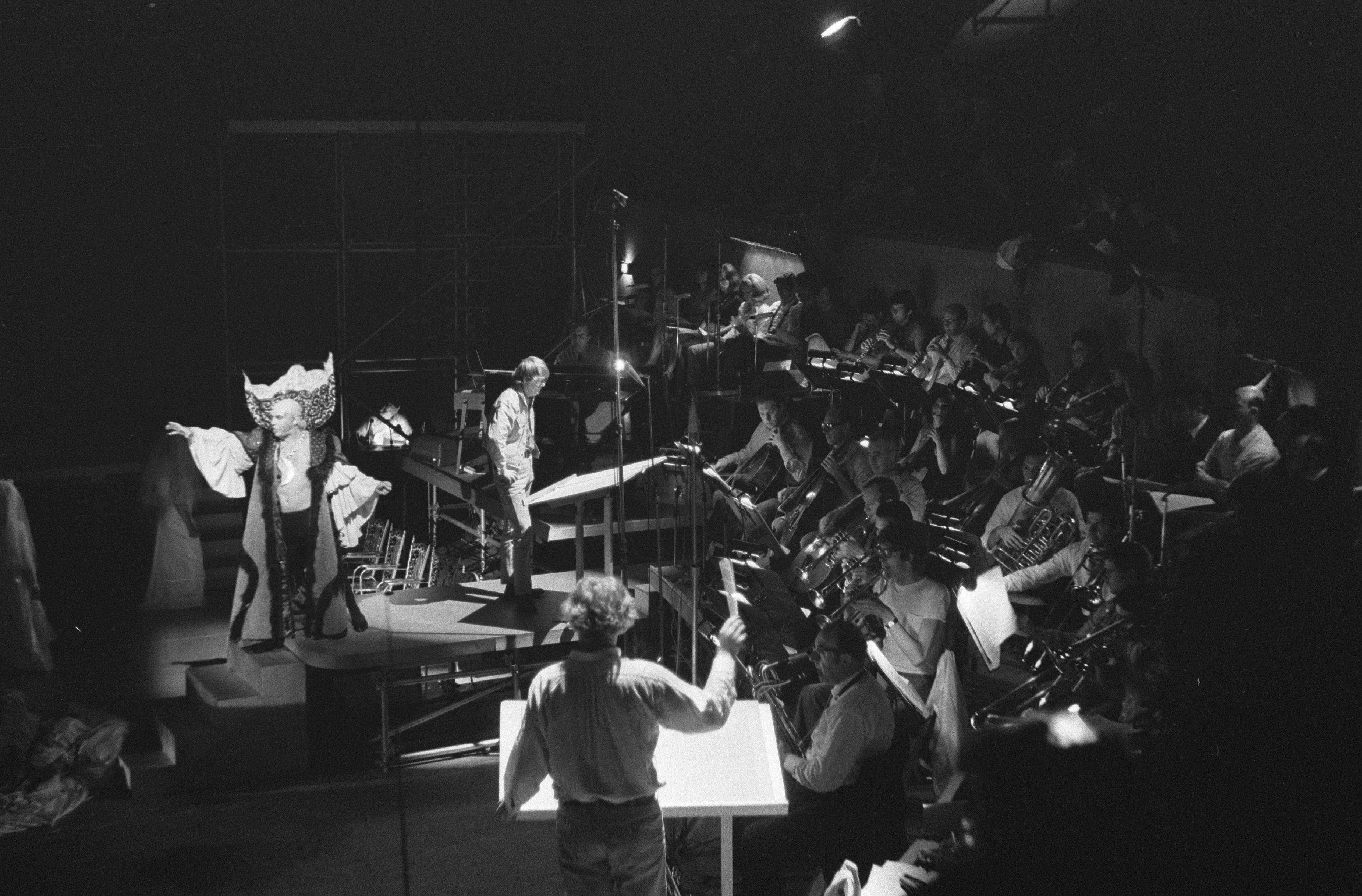
Generale repetitie van de opera Reconstructie

Reconstructie is de opera die Louis Andriessen, Reinbert de Leeuw, Misha Mengelberg, Peter Schat en Jan van Vlijmen componeerden voor het Holland Festival van 1969. Hugo Claus en Harry Mulisch schreven het libretto.
Reconstructie was opgezet als een moraliteit met allegorische figuren. De opera was gewijd aan de Argentijnse vrijheidsstrijder Che Guevara en was in feite een reconstructie van diens moord. Het libretto was geïnspireerd op het verhaal van Mozarts opera Don Giovanni en ook de muziek bevatte verwijzingen daarnaar. Hierbij werd supermacht Verenigde Staten van Amerika voorgesteld als verslinder van arme Zuid-Amerikaanse landen zoals Don Giovanni vrouwen verslond. Hoewel de Vietnamoorlog nergens in het libretto werd genoemd, vormde die wel de innerlijke drijfveer van de makers. Zij zeiden de opera te bedoelen als een aanklacht tegen de imperialistische houding van de Verenigde Staten jegens de derde wereld. Spectaculaire elementen waren een elf meter hoog beeld van Che Guevara en het optreden van een naakte actrice, wat in 1969 nog gold als revolutionair.

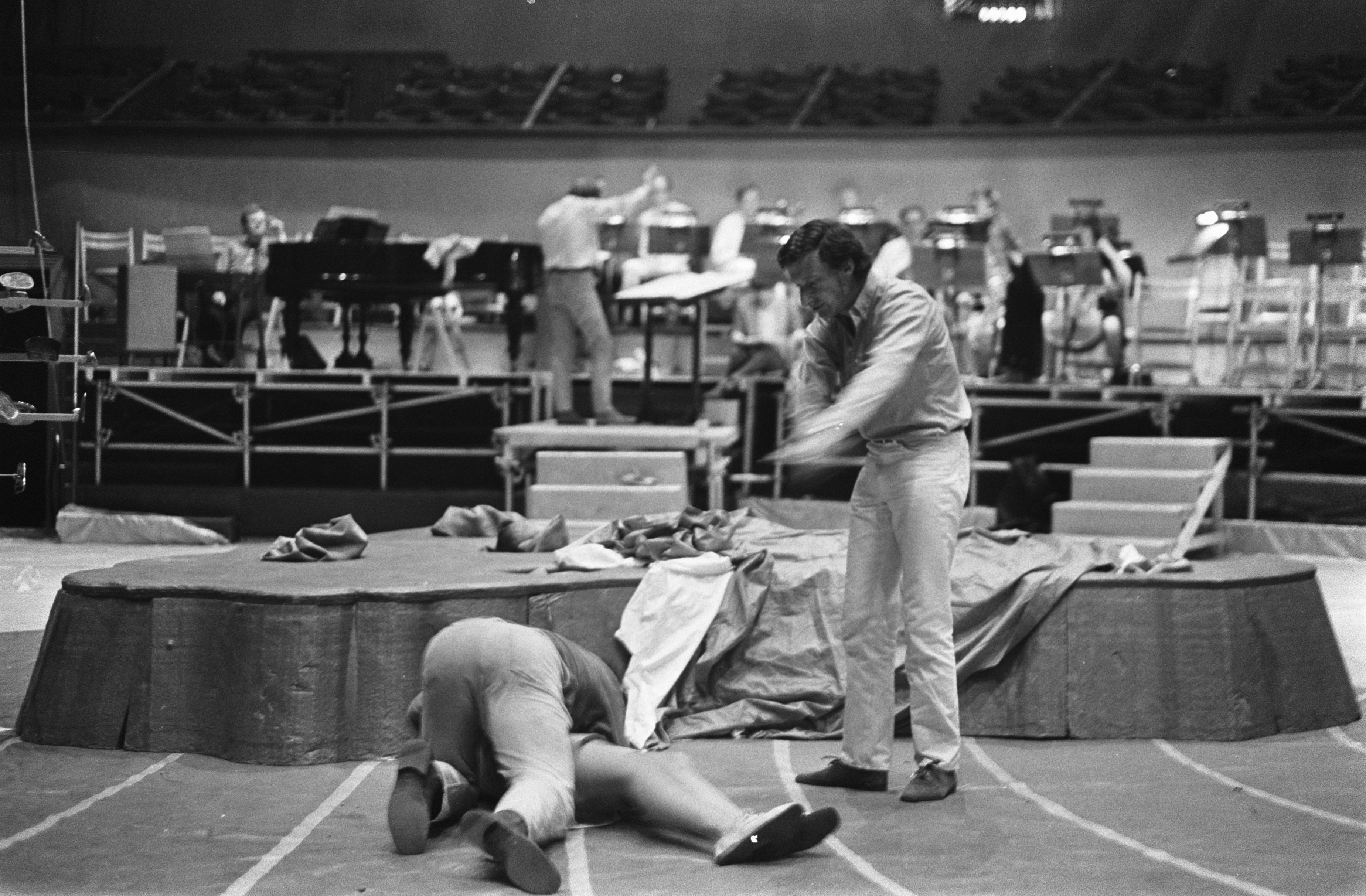
Repetities van de opera Reconstructie. Auteur Harry Mulisch geeft aanwijzingen

In de aanloop naar de opvoering trok het dagblad De Telegraaf ten strijde tegen de overheidssubsidie die voor de totstandkoming van de opera was verleend. Daarmee zou het beledigen van bondgenoot Verenigde Staten zijn gesubsidieerd. De Tweede Kamerfractie van de Boerenpartij stelde er Kamervragen over aan minister Marga Klompé van Cultuur, Recreatie en Maatschappelijk Werk. Zij gaf echter te kennen niet aan de subsidie te zullen tornen omdat de artistieke vrijheid in het geding was. Door de publiciteit waren alle zes opvoeringen van De Nederlandse Opera Stichting in Theater Carré in Amsterdam al snel uitverkocht. Tot de bezoekers van de première behoorden minister Klompé en ook de dirigent Herbert von Karajan, die de zaal in de pauze verliet.
Hoewel de kritieken overwegend positief waren, is Reconstructie na 1969 nooit meer opgevoerd. Het voorstel om dezelfde componisten en auteurs een tweede opera te laten maken voor het Holland Festival 1970, heeft geen concreet resultaat opgeleverd.